# جيمي في. آدامز
جيمي في. آدامز (بالإنجليزية: Jimmie V. Adams)‏ هو ضابط أمريكي، ولد في 1 مايو 1936 في بريتشارد في الولايات المتحدة.